# Geodätische Distanz
Die geodätische Distanz ist ein netzwerktheoretisches Maß, das die mittlere Länge aller kürzesten Pfade eines Netzwerks  bzw. Graphen angibt. Um von einem zufälligen Knoten zu einem anderen zu gelangen, muss man also im Mittel so viele Kanten wie die geodätische Distanz durchlaufen. Die geodätische Distanz wird gelegentlich auch fälschlicherweise als „Durchmesser“ bezeichnet; der Durchmesser ist jedoch die „maximale“ Distanz innerhalb eines Graphen.
In vielen natürlichen Netzwerken ist die geodätische Distanz erstaunlich gering, was durch das Kleine-Welt-Phänomen ausgedrückt wird.
Siehe auch: Erdős-Zahl, Bacon-Zahl